# عصب دمعي
العصب الدمعي (بالإنجليزية: Lacrimal nerve)‏ هو أصغر فرع من الفروع الثلاثة للعصب العيني، حيث أن العصب العيني هو الفرع الأول للعصب ثلاثي التوائم (العصب القحفي الخامس). العصب الدمعي هو عصب حسي. أي يقوم بتعصيب الغدة الدمعية حسياً.